# Овруцьке лісове господарство
Державне підприємство «Овруцьке лісове господарство» — структурний підрозділ Житомирського обласного управління лісового та мисливського господарства.
Офіс знаходиться в селі Дубовий Гай, Овруцького району Житомирської області.

## Історія
Лісгосп організований в 1936 році на базі Овруцького ліспромгоспу, а в 1960 році реорганізований в лісгоспзаг з покладанням функцій ведення лісового господарства і лісозаготівлі. В період 1936—1993 площа підприємства складала 68 300 га. До складу лісгоспу входило 10 лісництв. У 1993 році у зв'язку з радіаційним забрудненням лісового фонду, значна частина лісгоспу відійшла до Овруцько-Народицького спецлісгоспу.

## Лісовий фонд
Лісовий фонд підприємства розміщений на території Овруцького району.
Загальна площа лісового фонду складає 41500 га.

## Структура
- Бережестське лісництво
- Гладковицьке лісництво
- Ігнатпільське лісництво
- Овруцьке лісництво
- Піщаницьке лісництво
- Прилуцьке лісництво
- автотранспортний цех
- лісопромисловий комплекс
- нижній склад станції Бережесть і міста Овруч
- шкільне лісництво
- їдальня
- кафе Лісовичок

## Об'єкти природно-заповідного фонду
Площа природно — заповідного фонду складає 2098 га та складається з трьох заказників місцевого значення.